# سياة كش (مقاطعة فومن)
سياة كش (بالفارسية: سیاه کش) هي قرية تقع في غيلان في إيران. يقدر عدد سكانها بـ 43 نسمة .